# Макаревич, Анастасия Алексеевна
Анастаси́я Алексе́евна Макаре́вич (при рождении Анастасия Александровна Капралова; род. 17 апреля 1977) — российская певица, основная солистка и фронтвумен российской женской поп-группы «Лицей» с момента основания коллектива — 12 декабря 1991 года.

## Биография
Родилась в семье журналиста Александра Георгиевича и экономиста Валерии Вернальдовны Капраловых.
Когда Анастасии было восемь лет, родители развелись,  потом её мать вышла замуж за бывшего одноклассника Алексея Макаревича.
До 1993 года носила фамилию и отчество отца — Александра Капралова, сына Георгия Капралова (в 16 лет, когда получала паспорт, решила носить фамилию и отчество своего отчима Алексея Макаревича, так как он заменил ей отца). У Анастасии есть младшая единоутробная сестра — Варвара Макаревич.

### Образование
Посещала студию Юрия Шерлинга, пела джаз, танцевала, посещала детский музыкальный театр.
Музыкальная школа по классу гитары.
Окончила в 1991 году Детский театр эстрады.
12 декабря 1991 года появилась группа «Лицей», 14-летняя Настя становится главной солисткой этой группы.
Одновременно с работой в группе «Лицей» певица окончила Музыкально-хореографическую школу № 1113 в 1995 году.
В 1995—2000 годах обучалась в МЭСИ на факультете гостиничного дела и международного туризма. Высшее музыкальное образование получила в Государственной классической академии им. Маймонида по специальности преподаватель эстрадно-джазового вокала, лауреат международных конкурсов, доцент.

### Основная творческая деятельность
Работает в группе «Лицей», преподаёт вокал в Государственной классической академии им. Маймонида, но иногда пробует себя и в других областях, например, некоторое время вела программу «Времечко» на канале ТВ Центр.
- В 2023 году стала участницей четвертого сезона музыкального шоу канала НТВ «Суперстар!» [9][10]

### Настя Макаревич & группа «Лицей»
В 2014 году умер основатель группы «Лицей» и отчим Насти Алексей Макаревич. Она становится руководителем группы.
1 марта 2019 года состоялся релиз нового альбома Насти Макаревич & группы «Лицей» — «Мчится время». Альбом «Мчится время» — это первая пластинка группы, которая вышла под её руководством. 23 марта 2019 года в концертном клубе Arbat Hall состоялся концерт — презентация нового альбома.

### Семья
Муж Евгений Першин — юрист; в 2000–2002 годах был директором группы «Лицей».
Сыновья Матвей Першин (род. 8 июля 2003) — футболист, Макар Першин (род. 6 ноября 2009).

### Родственники
Мать — Валерия Вернальдовна Макаревич (Гичунц) (род. 9 апреля 1954, Китай), в детстве жила в Индии, Норвегии и Германии, так как её отец Вернальд служил в «Совфрахте». Училась в Институте международных отношений. После рождения Насти пережила клиническую смерть. С Алексеем Макаревичем Валерия развелась, у неё новый муж Рей (род. 1944) из ЮАР, ресторатор.
Отец — Александр Георгиевич Капралов (род. 8 апреля 1952), журналист-международник, сценарист.
Дед — Георгий Александрович Капралов (1921—2010), сценарист, кинокритик.
Отчим — Алексей Лазаревич Макаревич (1954—2014).
Единоутробная сестра — Варвара Алексеевна Макаревич (род. 27 марта 1987).
Единокровный брат — Георгий Александрович Капралов (род. 2007). 
Двоюродный дядя — Андрей Вадимович Макаревич.

## Награды
- Серебряный Орден «Служение искусству» от Благотворительного общественного движения «Добрые люди мира».
- Лауреат международной премии «Пламенеющее сердце» международной академии искусства за 2008 год.